# Barrackville
Barrackville is een plaats (town) in de Amerikaanse staat West Virginia, en valt bestuurlijk gezien onder Marion County.

## Demografie
Bij de volkstelling in 2000 werd het aantal inwoners vastgesteld op 1288.
In 2006 is het aantal inwoners door het United States Census Bureau geschat op 1293, een stijging van 5 (0,4%).

## Geografie
Volgens het United States Census Bureau beslaat de plaats een oppervlakte van
1,8 km², geheel bestaande uit land.

## Plaatsen in de nabije omgeving
De onderstaande figuur toont nabijgelegen plaatsen in een straal van 8 km rond Barrackville.